# Hard Rock Hallelujah
Hard Rock Hallelujah је пјесма финске хард рок групе Лорди. Издата је као сингл 2006. године. Пјесма је заузела прво мјесто у Финској и пласирала се у првих 10 у осам других европских земаља. У Уједињеном Краљевству, пјесма је достигла 25. место.
Лорди су извео јесму као представници Финске на Песми Евровизије 2006. и победијидили су на такмичењу са освојених 292 бода, што је представљало прву побједу за Финску. Изгласана је за најпопуларнију финска евровизијска пјесма у посљедњих 40 година колико је земља учествовала. Држала је рекорд по броју поена све док га три године касније није надмашила композиција Fairytale Александера Рибака из Норвешке са освојених 387 поена.
Лорди су 26. маја 2006. оборили светски рекорд у караоке пјесмама, када је око 80.000 људи пјевало Hard Rock Hallelujah на главном тргу у Хелсинкију.

## Објаве пјесме
| Finnish CD single 1. "Hard Rock Hallelujah" (евровизијска радио верзија) – 3:01 2. "Hard Rock Hallelujah" (пуна верзија пјесме са албума) – 4:07 3. "Mr. Killjoy" – 3:24 European CD single 1. "Hard Rock Hallelujah" (евровизијска радио верзија) – 3:01 2. "Mr. Killjoy" – 3:24 German CD single 1. "Hard Rock Hallelujah" (евровизијска радио верзија) – 3:01 2. "Supermonstars" (албумска верзија) – 4:04 | German DualDisc CD single CD side 1. "Hard Rock Hallelujah" (евровизијска радио верзија) 2. "Hard Rock Hallelujah" (пуна верзија пјесме са албума) 3. "Mr. Killjoy" DVD side 1. "Hard Rock Hallelujah" (видео) 2. "Blood Red Sandman" (видео) 3. "Devil Is a Loser" (видео) |

## Графикони и сертификати
| Листа (2006)                                | Највиша позиција |
| ------------------------------------------- | ---------------- |
| Austria (Ö3 Austria Top 40)                 | 2                |
| Belgium (Ultratop 50 Flanders)              | 2                |
| Belgium (Ultratop 50 Wallonia)              | 21               |
| Europe (Eurochart Hot 100)                  | 7                |
| Finland (Suomen virallinen lista)           | 1                |
| songid field is MANDATORY FOR GERMAN CHARTS | 5                |
| Greece (IFPI)                               | 6                |
| Ireland (IRMA)                              | 4                |
| Netherlands (Single Top 100)                | 27               |
| Norway (VG-lista)                           | 9                |
| Scotland (OCC)                              | 12               |
| Sweden (Sverigetopplistan)                  | 8                |
| Switzerland (Schweizer Hitparade)           | 5                |
| Turkey (Turkish Singles Chart)              | 14               |
| UK Singles (OCC)                            | 25               |
| UK Rock and Metal (OCC)                     | 1                |

| Austria (Ö3 Austria Top 40)       | 15 ц- | Belgium (Ultratop 50 Flanders) | 12 |
| Germany (Official German Charts)  | 27    |                                |    |
| Sweden (Sverigetopplistan)        | 56    |                                |    |
| Switzerland (Schweizer Hitparade) | 47    |                                |    |